# Brisas del Oro
Brisas del Oro fue un periódico editado en el Valle de Oro en 1909.

## Historia
Subtitulado Defensor de los intereses de Valle de Oro, apareció en 1909. Revista quincenal ilustrada que se editaba con la protección de la Sociedad de Instrucción, Recreo y Protección El Valle de Oro de emigrados de Valle de Oro en Cuba. Se imprimía en la imprenta de César G. Seco Romero de Mondoñedo. Interrumpe su publicación en noviembre de 1909, pero reaparece en diciembre.